# فجوة معرفية
الفجوة المعرفية هي الفجوة في المقاييس المعيشية بين من يمكنهم العثور على المعلومات أو المعرفة وتكوينها ومعالجتها ونشرها وبين العاجزين عن القيام بكل ذلك. وفقًا لتقرير عالمي صادر عن منظمة اليونسكو الصادرة عام 2005، فقد نتج عن ظهور مجتمع المعلومات العالمي في القرن الحادي والعشرين ظهور المعرفة كأحد الموارد ذات القيمة، مما أدى إلى زيادة تحديد من يملك القوة والربح. وقد نتج عن الانتشار السريع للمعلومات على مستوى عالمي نتيجة لوسائط المعلومات الحديثة والقدرة العالمية المتفاوتة على استيعاب المعرفة والمعلومات فجوات متسعة في المعرفة بين الأفراد والدول.

## مقدمة
أصبح ما يعرف باسم مجتمع المعرفة في القرن الحادي والعشرين أكثر انتشاراً. وتسير التحولات الحادثة في الاقتصاد العالمي وفي كل مجتمع بخطوات متسارعة. إلى جانب المعلومات وتقنيات التواصل (تقنية المعلومات)، تتمتع هذه النماذج الجديدة بالقدرة على إعادة تشكيل الاقتصاد العالمي. ويجب إنتاج المعرفة وإدارتها لكي يواكبوا الاختراعات الحديثة ويبتكروا أفكارًا جديدة. لهذا، فإن المعرفة أصبحت ضرورية لجميع المجتمعات.

## الفجوة المعرفية بين الأمم
وفقاً لليونيسكو والبنك الدولي، قد تحدث فجوات في المعرفة بين الأمم نتيجة للدرجات المتنوعة التي تقوم عن طريقها كل أمة بدمج العناصر التالية:
- حقوق الإنسان والحريات الفردية: يمكن أن يؤدي غياب الحرية في أحد المجتمعات إلى تقليل قدرة أفرادها على اكتساب المعرفة ومناقشتها ونقلها أو تأخير هذه القدرة. من الحريات شديدة الأهمية لنشر المعرفة والمعلومات بين الأمم حرية التعبير، وغياب الرقابة، وحرية تداول المعلومات، وحرية الصحافة.[7]
- الديمقراطية
- تعدد المعارف والمعلومات: يتضمن هذا تنوع وسائل الإعلام[7] وقبول أشكال متنوعة من المعرفة.[8]
- البنية التحتية للجودة: على سبيل المثال، قد يؤدي ضعف شبكة الكهرباء إلى زيادة صعوبة وجود شبكات كمبيوتر أو مؤسسات للتعليم العالي.
- نظام الاتصال الفعال: سوف يؤثر ذلك على نشر المعرفة أو نقل الأفكار داخل المجتمع الواحد أو بين المجتمعات.[9]
- النظام التعليمي الفعال: يمكن أن تتواجد فجوات المعرفة بين المجتمعات عندما يقل استثمار الدول في التعليم الأساسي، والذي يعد أساس منظومة التعليم بالكامل.[10] ووفق اليونسكو، لكي تتمكن الأمة من أن تصبح مجتمع معرفة، يجب أن يركز التعليم الأساسي على مهارات التعليم الأساسية ويجب أن يكون متاحًا للجميع.[11] ومع ذلك، وكما أشار آخرون، يجب أن يكون التعليم العالي على نفس القدر من الأهمية لسد فجوات المعرفة بين الأمم، وبالتحديد بين الأمم حديثة العهد بالصناعة، مثل جمهورية كوريا، والمجتمعات الصناعية الأكثر تقدمًا.[10] وبالنسبة لكوريا، يمكن أن يلعب التعليم العالي دورًا هامًا في سد فجوات المعرفة، ولكن لابد ألا تقتصر فائدته على نخبة محدودة من السكان، ولابد أن يتم هذا التعليم العالي وفقًا للمعايير العالمية.[10] ويؤثر ضعف تطوير المؤسسات التعليمية في أحد المجتمعات على إبداع الأفراد الذين ينتمون لهذا المجتمع.
- التركيز على البحث والابتكار: كما أشار البنك الدولي، يمكن أن يؤدي البحث والتطوير في إحدى الأمم إلى تمكينها من متابعة التطورات الحالية في المعرفة العالمية، وتمكينها من فهم كيفية تكييف المعرفة والتقنية الخارجية لتلبية احتياجاتها.[12] في الأمم ذات المستويات المنخفضة في البحث والتطوير، يمكن أن يقدم التمويل الحكومي قدرًا كبيرًا من الدعم الذي يمكن أن يتولاه الاستثمار الخاص فيما بعد.[12] وترتبط الحاجة إلى وجود أمة تسمح بالحرية الأكاديمية ارتباطًا وثيقًا بالنظم التعليمية الفعالة.[13] ونتيجة لأن مؤسسات التعليم العالي تساهم بصورة كبيرة في البحث والتطوير، [14] فلابد من منح هذه المؤسسات الحرية اللازمة لصناعة المعرفة ونشرها.[7] وقد تساعد البيئة التي تشجع على دعم الأبحاث والابتكار في وقف «هجرة الكفاءات» من المجتمعات الفقيرة في المعرفة إلى المجتمعات الغنية في المعرفة.[2]
- حقوق الملكية الفكرية: ترتبط حقوق الملكية الفكرية الدولية والقومية ارتباطًا وثيقًا بالتركيز على البحث والابتكار. ويمكن أن تؤدي حقوق الملكية الفكرية داخل الأمة الواحدة إلى زيادة الأبحاث والابتكار عن طريق تقديم حوافز اقتصادية للاستثمار في تطوير المعرفة.[15] على الرغم من ذلك، وكما حدد البنك الدولي، فإن حماية حقوق الملكية الفكرية والابتكار قد يساعد على مشاركة المعرفة ويمنع الدول النامية من الاستفادة من المعرفة التي يتم إنتاجها في الدول الأخرى.[16]

## الفجوة المعرفية والفجوة الإلكترونية
تعد المعلومات وأنظمة تقنية المعلومات والاتصالات التي تدعم المعرفة ذات أهمية كبيرة. لهذا ترتبط الرقمنة ارتباطًا وثيقًا بالمعرفة. ويتفق العلماء بشكلٍ عام على وجود فجوة إلكترونية بين الأمم، فقد أشارت التقارير الصادرة حديثًا إلى وجود فجوة معرفية.
ويتزايد الارتباط بين صناعة المعرفة والاستخدام الفعال لها بتطوير البنية الأساسية لتقنية المعلومات والاتصالات. بدون تقنية المعلومات والاتصالات، من المستحيل أن تحصل على بنية أساسية قادرة على معالجة التدفق العالي للمعلومات المطلوبة في الاقتصاد المتقدم. وبصفة خاصة، وبدون الدعم التقني الدقيق، يصعب تطوير مستندات التعليم الإلكتروني والمستندات الإلكترونية واستخدامها للتغلب على القيود الزمنية والمكانية.
ومع ذلك، فإن الفجوة المعرفية جزء صغير هام من الفجوة المعرفية الكبرى. وكما أشارت منظمة اليونسكو، "لن يكفي سد الفجوة الإلكترونية في سد الفجوة المعرفية، إذ أن الوصول إلى معرفة مفيدة ووثيقة الصلة يتطلب ما هو أكثر من مجرد بنية أساسية، فهو يعتمد على التدريب والمهارات المعرفية والأطر التنظيمية التي يتم توجيهها تجاه الوصول إلى المحتويات.”

### النقد
تنتقد فيرجينيا يوبانكس في كتابها الطريق الرقمي المسدود (Digital Dead End) الطريقة التي يتم من خلالها التفكير في الفجوة الإلكترونية على أنها فجوة بين من يمتلك ومن لا يمتلك، حيث يكون الحل في التوزيع. ويؤدي هذا الوصف شديد التبسيط إلى حجب الحقيقة التي تقول إنه كثيرًا ما تكون عدم المساواة الاجتماعية والبنيوية هي أساس الفجوة. ووفقًا لدراسة أجرتها يوبانكس مع نساء اتحاد جمعيات الشابات المسيحيات (YWCA)، «أصرت نساء هذا المجتمع على أن» من لا يملكون«يمتلكون أنواعًا مختلفة من المعلومات والمهارات الهامة». وبمعنى آخر، فإن المشكلة ليست ببساطة في التقنية نفسها، ولكن في النظام البنيوي القائم على الإبقاء على الوضع الراهن الذي يقوم فيه من يمتلكون «بالاستحواذ» على المعرفة.

## الفجوة المعرفية في الجنس والعرق والسلالة والطبقة الاجتماعية
أولاً، لوحظ وجود اختلاف كبير بين الشمال والجنوب (الدول الغنية مقابل الدول الفقيرة). ويعتمد تطوير المعرفة على نشر الإنترنت وتقنية الكمبيوتر والتعليم أيضًا في هذه الدول. وفي حالة حصول الدولة على مستوى تعليمي أعلى، سينتج عن ذلك الحصول على مستوى أعلى في المعرفة.
وبالفعل، يتحدث تقرير اليونسكو بالتفصيل عن الكثير من المشاكل الاجتماعية في الفجوة المعرفية ترتبط بالعولمة. ولوحظ وجود فجوة معرفية فيما يتعلق بما يلي
- الجنس: عدم المساواة الاجتماعية والثقافية بين الرجل والمرأة، مثل عدم المساواة في الوصول إلى التعليم والتقنية، تخلق حالة من عدم المساواة في الوصول إلى المعرفة. ويمكن أن يتسبب ذلك في فجوات معرفية كبيرة داخل الدولة وفيما بين الدول وبعضها، والأخيرة تنتج عن القصور في استخدام الدولة لكامل قوتها المعرفية.[20]
- السلالة
- العرق
- الطبقات الاجتماعية

## وصلات خارجية
- مشروع بحث «الفجوة المعرفية المتغيرة في الاقتصاد العالمي» (بالإنجليزية)